# Henri Evenepoel

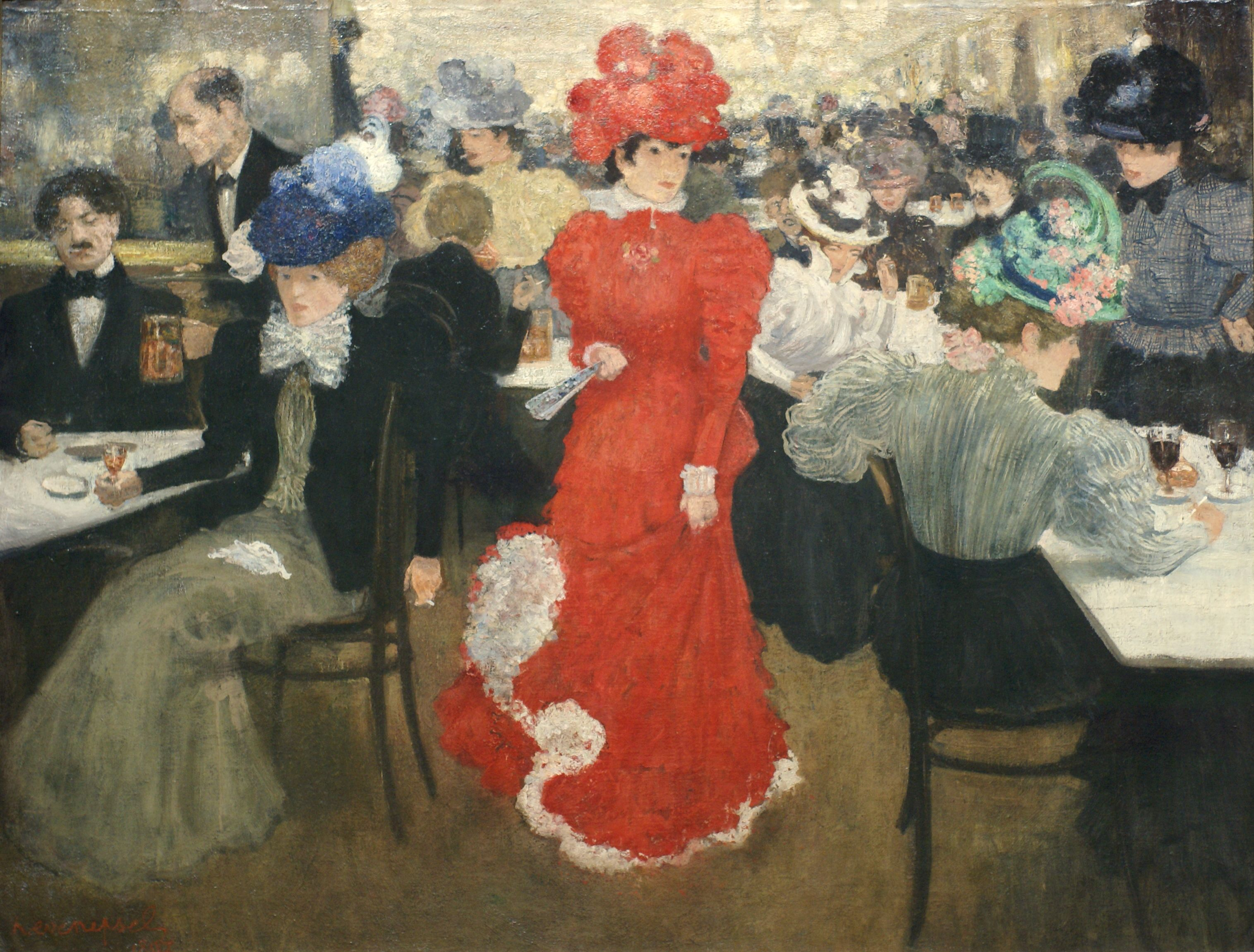
Im Café d’Harcourt in Paris, 1897

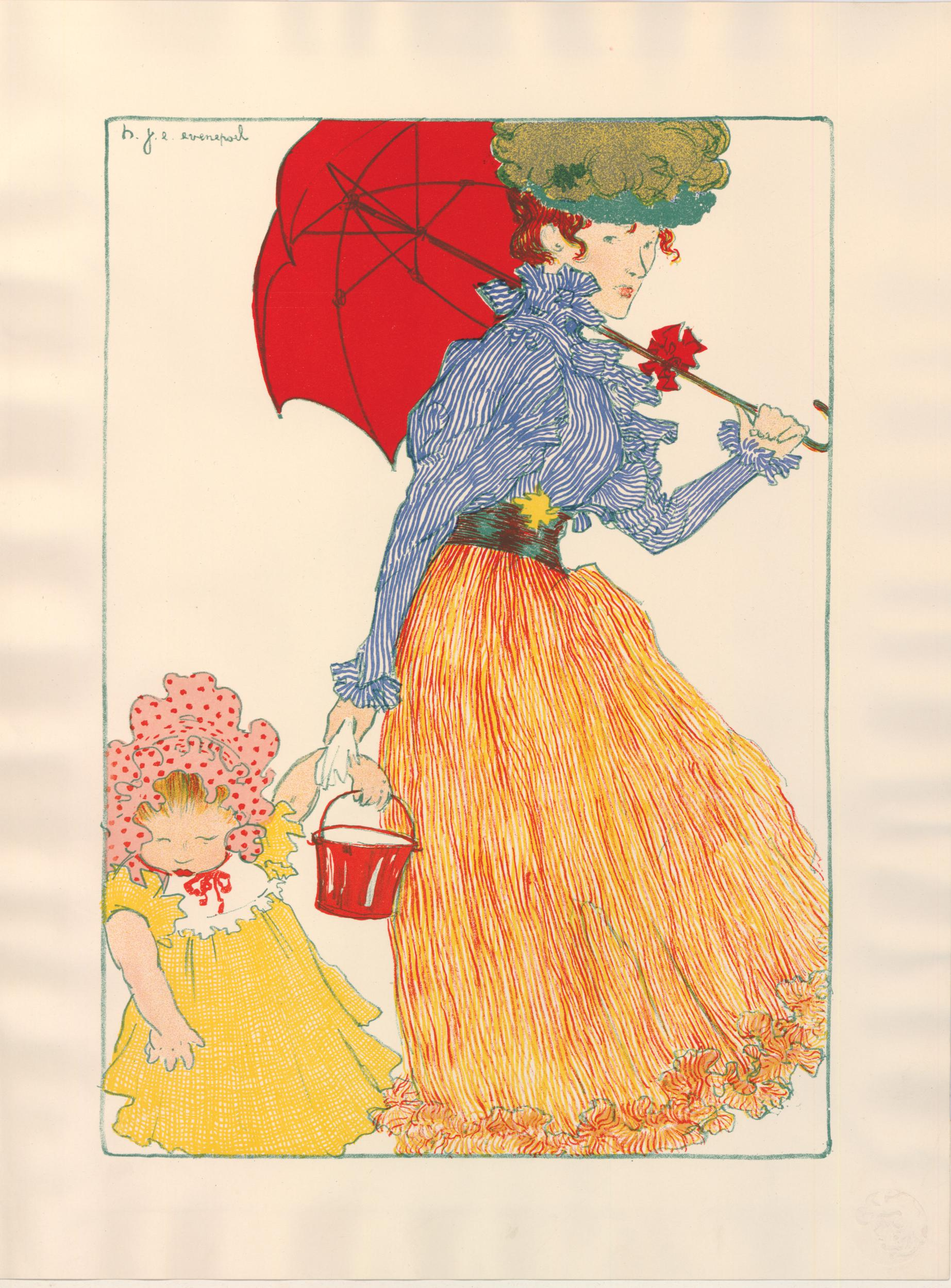
Auf dem Spielplatz. Farblithographie aus: L'Estampe Moderne, Nr. 7, November 1897. British Museum, London.

Henri Jacques Edouard Evenepoel (* 3. Oktober 1872 in Nizza; † 27. Dezember 1899 in Paris) war ein belgischer Maler, Radierer und Lithograf.
Geboren in Frankreich als Sohn belgischer Eltern, studierte er Malerei in Brüssel, zuerst an der Académie des Beaux-Arts Saint-Josse-ten-Noode und anschließend an der Académie royale des Beaux-Arts de Bruxelles. Er studierte auch Malerei im Atelier von Ernest Blanc-Garin und Dekoration bei Adolphe Crespin.
Er setzte sein Studium ab 1892 an der École nationale supérieure des beaux-arts de Paris bei Pierre-Victor Galland fort. Sein Lehrer starb aber im November des gleichen Jahres und 1893 begann Evenepoel seine Lehre im Atelier von Gustave Moreau.
Neben der Malerei beschäftigte er sich mit Lithografie und Radierung. Er wurde von vielen Künstlern des Pariser Fin de Siècle beeinflusst. Er schloss sich den Anliegen der Nabis an, vor allem Édouard Vuillard und Félix Vallotton, deren Werke er insbesondere beim Salon des Indépendants 1893 gesehen hatte.
Während des Winters 1897/98 besuchte er Algerien. Nach seiner Rückkehr nach Paris starb er einige Monate später infolge von Flecktyphus im Alter von 27 Jahren.